# Bełcząc (województwo warmińsko-mazurskie)
Bełcząc – wieś w Polsce położona w województwie warmińsko-mazurskim, w powiecie piskim, w gminie Biała Piska. W latach 1975–1998 miejscowość administracyjnie należała do województwa suwalskiego.

## Historia
Wieś czynszowa lokowana w 1428 na obszarze Wielkiej Puszczy, na prawie chełmińskim na 46 łanach nad strumykiem Beltzuncky (Strumień Bełczyński), pod nazwą pierwotną Grosdorf, przez Josta Struppergera komtura bałgijskiego i wójta natangijskiego, za wiedzą i wolą wielkiego mistrza Pawła von Rusdorfa. Zasadźcą i sołtysem został niejaki Włościbór, który otrzymał 6 łanów sołeckich na prawie chełmińskim. Każdy osadnik otrzymał 15 lat wolnizny.
W dokumentach z XV i XVI w. wieś była zapisywana pod nazwami: Grosdorf, Beltzuntzken, Beltzuntz, Beltzuntze, Beltzunzen. W 1516 sołtysami w Bęłczącu byli: Jan, Jakub i Mikołaj. Pod 1476 wzmiankowana jest karczma, którą wraz z jednym łanem ziemi w Bełczącu zakupił Piotr Giętki. Karczma wymieniana jest także w dokumentach z 1539.
Od nazwy wsi powstało nazwisko Bełczącki.